# Teso, Kenya
För andra betydelser, se Teso.
Teso är ett av Kenyas 71 administrativa distrikt, och ligger i provinsen Västprovinsen. År 1999 hade distriktet 181 491 invånare. Huvudorten är Malaba.